# Laurence J. Dorr
Laurence J. Dorr ( 1953 - ) es un botánico estadounidense, que ha realizado extensas investigaciones sobre la flora de Madagascar, y realizado expediciones botánicas a Azores.

## Algunas publicaciones
- 1997. John J. Wurdack: Festschrift. Volumen 6 de Biollania. Edición especial. Ed. New York Botanical Garden
- 1998. John J. Wurdack (1921-1998). Taxon 47 ( 4 ) (nov. 1998) : 971-973

### Libros
- 1980. The reproductive biology and pollination ecology of Zenobia (Ericaceae). Ed. North Carolina. 282 pp.
- 1983. The systematics and evolution of the genus Callirhoe (Malvaceae). Ed. University of Texas at Austin. 662 pp.
- ----------, lisa c. Barnett, armand Rakotozafy. 1989. Madagascar. 250 pp.
- 1990. A revision of the North American genus Callirhoe (Malvaceae). Volumen 56 de Memoirs of the New York Botanical Garden. 74 pp. ISBN 0-89327-349-X
- 1997. Plant collectors in Madagascar and the Comoro Islands: a biographical and bibliographical guide to individuals and groups who have collected herbarium material of algae, bryophytes, fungi, lichens, and vascular plants in Madagascar and the Comoro Islands. Ed. Royal Botanic Gardens, Kew. 524 pp. ISBN 1-900347-18-0
- 2004. Flora de Nicaragua capítulo Hamamelidaceae
- martin r. Cheek, laurence j. Dorr. 2007. Sterculiaceae. Volumen 237 de Flora of tropical East Africa. 134 pp. ISBN 1-84246-185-0

- La abreviatura «Dorr» se emplea para indicar a Laurence J. Dorr como autoridad en la descripción y clasificación científica de los vegetales.[2]